# Saunasaaret (ö i Norra Savolax, Kuopio, lat 62,76, long 27,87)
Saunasaaret är en ö i Finland. Den ligger i sjön Kallavesi och i sjön Kallavesi och i  kommunen Kuopio i den ekonomiska regionen  Kuopio ekonomiska region  och landskapet Norra Savolax, i den centrala delen av landet, 300 km nordost om huvudstaden Helsingfors. Öns area är 4,6 hektar och dess största längd är 390 meter i sydväst-nordöstlig riktning.